# کد نیوجینز در بوسان
کد نیوجینز در بوسان (انگلیسی: NewJeans Code in Busan; کره‌ای: 뉴진스 코드) یک برنامه واقع‌نمای محصول کره جنوبی تولید شده توسط بوسان و سازمان گردشگری بوسان و توزیع شده توسط اس‌بی‌اس است. در این مجموعه سه قسمتی گروه دخترانه کره‌ای نیوجینز حضور دارند و در یک یفر دو روزه از مکان‌های دیدنی بوسان بازدید می‌کنند. نیوجینز کد در بوسان از ۱۶ اکتبر تا ۶ نوامبر ۲۰۲۲، شنبه‌ها ساعت ۱۲:۱۰ (کی‌اس‌تی) از اس‌بی‌اس پخش شد. همچنین برای استریم در ویو قابل دسترسی است جاییکه رکورد ۲۸٫۵ میلیون ساعت بازدید در دو ماه ثبت کرده است.

## بازیگران
- مین‌جی
- هانی
- دنیل
- هه‌رین
- هه‌این